# Beyond Terror Beyond Grace
Beyond Terror Beyond Grace ist eine australische Grindcore-Band aus Blue Mountains, die im Jahr 2004 gegründet wurde.

## Geschichte
Die Band wurde im August 2004 gegründet. Nachdem Ben „Terror“ Schueler die Band Anfang 2005 kurzzeitig verlassen hatte, nahm sie ein erstes Demo unter dem Namen Still Human, Still Humane? auf. Im Juni desselben Jahres wurde zudem der erste Auftritt abgehalten. Das Demo wurde dann neu gemastert und erschien als EP bei Grindhead Records. Anfang 2006 spielte die Band zusammen mit Behemoth und trat außerdem auf dem Metalstock Festival auf. Gegen Ende des Jahres spielte Beyond Terror Beyond Grace zusammen mit Skinless. Anfang 2007 wurde das Debütalbum Extinction|Salvation aufgenommen und später im Jahr, ebenfalls bei Grindhead Records, veröffentlicht. Im selben Jahr erfolgten Auftritte zusammen mit The Black Dahlia Murder und Cephalic Carnage. 2008 spielte die Band erneut auf dem Metalstock Festival, worauf unter anderem auch Kataklysm auftrat. Ende August 2008 spielte die Band drei Auftritte in Neuseeland, ehe Konzerte mit Carcass, Pig Destroyer und Grave folgten. 2011 erschien bei Deepsend Records das Album Our Ashes Built Nations, ehe nach einem Wechsel zu Willowtip Records 2012 das Album Nadir erschien. Nadir war innerhalb von zwei Wochen in den Three Phase Studios in Melbourne im Mai 2011 aufgenommen worden. Im selben Jahr hatte die Gruppe über 55 Auftritte in 15 Ländern gespielt.

## Stil
Laut Brian Fischer-Griffin seiner Encyclopedia of Australian Heavy Metal spielte die Band anfangs noch Cover aus dem Grindcore- und Hardcore-Punk-Bereich, ehe man eigene Lieder entwickelt habe, die an Napalm Death und Discharge erinnern würden. Laut Ollie Fröhlich vom Ox-Fanzine spielt die Band auf Our Ashes Built Mountains Grindcore, der nicht komplett auf Blastbeats setze, sondern auch Groove-Passagen einstreue. Außerdem verarbeite man „vertrackte[n] Intrumental-Passagen und Ambient-Ausflüge[n]“. Das Lied Murakami biete statt Gesang Sprachsamples. Das Lied sei acht Minuten lang und biete im Gegensatz zu den anderen für den Grindcore typischen kurzen Liedern Zeit zum Durchatmen. Der Gesang sei „phasenweise derbe gekreischt, verblüffend oft verständlich und inhaltlich durchdacht“. In einer späteren Ausgabe rezensierte Fröhlich auch Nadir und stellte fest, dass die Band nun dem Black Metal ähnliche Musik spielt. Die Lieder seien nun überlang und fließend. In den Liedern verarbeite man gelegentlich ruhige, akustische Passagen. Der Gesang werde gegrowlt und geshoutet, „während das hervorragende und vollkommen unmetallische Schlagzeugspiel im Hintergrund wütet und knochentrocken Betonungen setzt“. Die Lieder würden Gefühle wie Wut, Verzweiflung und Hoffnungslosigkeit hervorrufen.

## Diskografie
- 2005: Still Human, Still Humane? (Demo, Eigenveröffentlichung)
- 2005: Still Human, Still Humane? (EP, Grindhead Records)
- 2007: Extinction|Salvation (Album, Grindhead Records)
- 2009: Breeding the Sick Species (Split mit Negation, Masochis, Cardiac Necropsy und Extreme Decay, Sick Chainsaws Productions)
- 2010: Our Ashes Built Mountains (Album, Deepsend Records)
- 2011: Nadir (Album, Willowtip Records)